# Helen Richardson
Helen Richardson-Walsh, nata Richardson (Hitchin, 23 settembre 1981), è una hockeista su prato britannica.

## Palmarès

### Olimpiadi
- 2 medaglie:
  - 1 oro (Rio de Janeiro 2016)
  - 1 bronzo (Londra 2012)

### Mondiali
- 1 medaglia:
  - 1 bronzo (Rosario 2010)

### Europei
- 7 medaglie:
  - 1 oro (Londra 2015)
  - 1 argento (Boom 2013)
  - 5 bronzi (Colonia 1999; Dublino 2005; Manchester 2007; Amstelveen 2009; Monchengladbach 2011)

### Champions Trophy
- 2 medaglie:
  - 1 argento (Rosario 2012)
  - 1 bronzo (Nottingham 2010)